# 유어 하이니스
《유어 하이니스》(영어: Your Highness)는 데이비드 고든 그린이 감독을 맡은 2011년에 개봉한 미국의 판타지 마약 코미디 영화로, 대니 맥브라이드와 제임스 프랭코, 나탈리 포트만이 주연을 맡았고 조이 데이셔넬과 저스틴 서룩스, 토비 존스, 데이미언 루이스가 조연으로 출연하였다. 비평가들로부터 대부분 부정적인 리뷰들을 받았고 수익금도 제작비인 5천만 달러의 절반에 그쳤다.

## 출연
- 대니 맥브라이드 - 타데우스(Thadeous) 왕자
- 제임스 프랭코 - 파비우스(Fabious) 왕자
- 라스무스 하디커 - 코트니(Courtney)
- 나탈리 포트만 - 이자벨(Isabel)
- 조이 데이셔넬 - 벨라도나(Belladonna)
- 저스틴 서룩스 - 리자(Leezar)
- 토비 존스 - 줄리(Julie)
- 데이미언 루이스 - 보어먼트(Boremont)
- 사이먼 파나비 - 마니우스(Manious)
- 데오비아 오파레이 - 선더리언(Thundarian)
- 찰스 댄스 - 탈리우스(Tallious) 국왕
- 존 프리커 - 마티티(Marteetee)
- 마티엘록 깁스 - 리자의 세 어머니 중 한 명인 헬린다(Helinda)
- 안젤라 플레즌스 - 리자의 세 어머니 중 한 명인 사리아(Sariah)
- 애나 베리 - 리자의 세 어머니 중 한 명인 마릴린(Marlyne)
- 찰스 샤우네시 - 해설, 미로의 정령
- 아미 그루브 - 숲속에서의 여인